# Яхин, Флюр Миниахметович
Флюр Миниахметович Яхин (1 августа 1945 года — 30 июня 2005 года) — башкирский детский писатель, общественный деятель. Член союза писателей РБ. Вошёл в литературу в 1990-х годах оригинальным жанром — авторской сказкой.

## Биография
Яхин Флюр Миниахметович родился 1 августа 1945 года.
Учился в СОШ с. Ахмерово. Окончил Башкирский сельскохозяйственный институт.
Работал главным специалистом Комитета по земельным ресурсам и землеустройству г. Ишимбая и Ишимбайского района. Проживал в деревня Ишей (Ишеево) (Ишимбайский район).
Самовыдвиженец в депутаты Государственного Собрания (Курултай) Республики Башкортостан 2003 года. В 1996 году избран членом союза писателей Республики Башкортостан.
Погиб 30 июня 2005 года

## Изучение произведений Флюра Яхина
Рашит Юмадилович Аккубеков в своей диссертации (с.152) «Башкирские народные сказки о животных: типология и взаимосвязь с письменными источниками» указывал, что сказка Яхина «Старик, видевший через бревно волка» является литературной интерпретацией архаичного сказочного сюжета Медведь и Старуха (АТ* 163*В)